# Adriatisch-Ionische autosnelweg
De Adriatisch-Ionische autosnelweg is een toekomstige autosnelweg aan de oostkust van de Adriatische en Ionische Zee. De weg zal van Triëst in Italië via Slovenië, Kroatië, eventueel Bosnië en Herzegovina, Montenegro en Albanië naar Kalamáta in het zuiden van Griekenland lopen. Zo komt de lengte uit op ruim 1700 kilometer. Delen in Slovenië, Kroatië en Griekenland zijn al voltooid.

## Route
De weg begint in Triëst en loopt dan via de RA 13 naar de Sloveense grens. In Slovenië vervolgt de Adriatisch-Ionische autosnelweg zijn weg via de A3, waarna de weg bij Divača eindigt op de A1. Concrete plannen om de A3 door te trekken naar Kroatië zijn er nog niet.
In Kroatië begint de weg opnieuw als A7. De weg passeert de stad Rijeka en eindigt ten zuiden van de stad. Er zijn plannen om de A7 door te trekken naar de A1 bij Brinje. Vanaf Brinje ligt al wel een autosnelweg: de A1. Deze weg loopt verder zuidwaarts via Zadar en Split en eindigt in het zuiden van Kroatië. 
Vanaf hier zijn twee mogelijkheden: een route langs de kust of een route door het binnenland. Vanuit Kroatië is het plan om een brug te bouwen naar het zuidelijke deel van Kroatië, richting Dubrovnik. De weg zal dan bij Herceg Novi Montenegro binnengaan en als A-2 verder lopen naar Kotor en Podgorica. Een voordeel van deze route is dat er een grens minder is met Bosnië en Herzegovina. 
Bosnië en Herzegovina is echter niet blij met deze route, omdat het land wordt omzeild en de enige zeehaven, Neum, minder bereikbaar kan worden door de brug. Ook wordt de Baai van Kotor in Montenegro doorsneden door de nieuwe autosnelweg. Door de enorme hoogteverschillen zal de weg extra duur worden en de unieke baai, die op de Werelderfgoedlijst staat, zal worden doorsneden. Daarom is er een alternatieve route voorgesteld door het binnenland. Hierbij loopt de weg via Trebinje in Bosnië en Herzegovina en Nikšić in Montenegro naar Podgorica. Een bijkomend voordeel is de ontsluiting van Nikšić, de tweede stad van Montenegro.
Vanaf Podgorica zal de weg als A-2 naar de grens met Albanië lopen. In Albanië zal de Adriatisch-Ionische autosnelweg de SH1 volgen. Deze weg loopt van de Montenegrijnse grens via Shkodër naar de hoofdstad Tirana. Vanaf hier zal de SH2 naar de kuststad Durrës lopen en daarna de SH4 via Vlorë en Gjirokastër naar Griekenland.
In Griekenland zal de Adriatisch-Ionische autosnelweg over de A5, die ook wel Ionia Odos (Ionische weg) wordt genoemd. Deze weg zal langs van westkust van Griekenland via Ioannina en Patras naar Kalamáta lopen. Delen van deze weg zijn inmiddels voltooid.